# Rodolfo Martínez
Rodolfo Martínez (* 24. August 1946 in Tepito, Mexiko) ist ein mexikanischer Boxer im Bantamgewicht.

## Profikarriere
Im Jahre 1965 begann er erfolgreich seine Profikarriere. Am 7. Dezember 1974 boxte er gegen Rafael Herrera um den Weltmeistertitel des Verbandes WBC und siegte durch technischen K. o. in Runde 4. Diesen Titel verteidigte er insgesamt dreimal und verlor ihn im Mai 1976 an Carlos Zarate durch Knockout.
Im Jahre 1979 beendete er seine Karriere.